# Bullying
Bullying (inglês), também chamado de intimidação sistemática, intimidação vexatória, violência escolar e bulimento, é o uso de força física, ameaça ou coerção para abusar, intimidar ou dominar agressivamente outras pessoas de forma frequente e habitual. Um pré-requisito é a percepção, pelo intimidador ou por outros, de um desequilíbrio de poder social, político ou físico, o que distingue o bullying do conflito. Os comportamentos usados para afirmar dominação podem incluir assédio verbal ou ameaça, abuso físico ou coerção, e tais atos podem ser direcionados repetidamente contra alvos específicos. As justificativas para tal comportamento às vezes incluem diferenças de classe social, raça, religião, gênero, orientação sexual, aparência, comportamento, linguagem corporal, personalidade, reputação, linhagem, força, tamanho ou habilidade. O bullying feito por um grupo de pessoas, é chamado assédio moral.
Uma cultura de bullying pode se desenvolver em qualquer contexto em que humanos interajam uns com os outros. Isso inclui a escola, a família, o local de trabalho etc. Os websites de redes ou mídias sociais costumam ser uma plataforma para o bullying, assim dando início ao chamado cyberbullying.

## Etimologia
Na língua inglesa, bullying é um substantivo derivado do verbo bully, que significa "machucar ou ameaçar alguém mais fraco para forçá-lo a fazer algo que não quer". O termo com esta definição foi proposto após o Massacre de Columbine, ocorrido nos Estados Unidos no ano de 1999, pelo pesquisador sueco-norueguês Dan Olweus, a partir do gerúndio do verbo inglês to bully (que tem acepção de "tiranizar, oprimir, ameaçar ou amedrontar") para definir os valentões que, nas escolas, procuram intimidar os colegas que tratam como inferiores. O bullying é um termo utilizado para descrever vários tipos de violência nas escolas.

## Sinônimos
Devido ao fato de ser um fenômeno que só recentemente ganhou mais atenção, o assédio escolar ainda não possui um termo específico consensual, sendo o termo em inglês bullying constantemente utilizado pela mídia de língua portuguesa. Existem, entretanto, alternativas como acossamento, ameaça, assédio e intimidação, além dos mais informais judiar e implicar, além de diversos outros termos utilizado pelos próprios estudantes em diversas regiões.
No Brasil, o Dicionário Houaiss da Língua Portuguesa indica a palavra "bulir" como equivalente a "mexer com, tocar, causar incômodo ou apoquentar, produzir apreensão em, fazer caçoada, zombar e falar sobre, entre outros". Por isso, são corretos os usos dos vocábulos derivados, também inventariados pelo dicionário, como bulimento (o ato ou efeito de bulir) e bulidor (aquele que pratica o bulimento). Incluído na proposta de reforma no Código Penal brasileiro, foi tipificado primeiramente sob a denominação de "intimidação escolar" e depois preferiu-se "intimidação vexatória", por a escola não ser o único local de ocorrência. Já a lei federal brasileira n. 13.185/2015 refere-se ao bullying como "intimidação sistemática"..
"Acossamento", "intimidação" ou, entre falantes de língua inglesa, bullying, é um termo frequentemente usado para descrever uma forma de assédio moral executado por alguém que está, de alguma forma, em condições de exercer o seu poder sobre alguém ou sobre um grupo mais "fraco".

## Definição
Não há uma definição universal de bullying, no entanto, é amplamente aceito que o bullying é uma subcategoria de comportamento agressivo caracterizada pelos três critérios mínimos a seguir: (1) intenção hostil, (2) desequilíbrio de poder e (3) repetição sobre um período de tempo.
Dan Olweus diz que o bullying ocorre quando uma pessoa é "exposta, repetidamente e ao longo do tempo, a ações negativas por parte de uma ou mais pessoas". Ele diz que as ações negativas ocorrem "quando uma pessoa intencionalmente inflige dano ou desconforto a outra pessoa, através de contato físico, através de palavras ou de outras formas". O bullying individual é geralmente caracterizado por uma pessoa se comportando de uma certa maneira para assim obter poder sobre outra pessoa.

## Tipos
O bullying (violência) individual pode ser classificado em quatro tipos, enquanto o bulling coletivo ou assédio moral pode incluir um ou mais tipos de bullying.
O bullying físico, o verbal e o relacional são mais encontrados na época da escola primária e mesmo antes desse período, continuando nos estágios posteriores da vida dos indivíduos. O cyberbullying é mais comum na escola secundária

### Individual
As táticas de bullying individual podem ser perpetradas por uma única pessoa contra um ou mais alvos.

#### Físico
O bullying físico ou violência física nas escolas  é qualquer tipo de bullying que contém agressão ao corpo de alguém ou que danifica seus pertences. Roubar, empurrar, bater, lutar e destruir pertences são tipos de bullying físico. O bullying físico raramente é a primeira forma de bullying que um alvo experimenta, na maioria das vezes o bullying começa de forma diferente e depois evolui para a violência física. No bullying físico, a arma principal usada pelo agressor é seu corpo ao atacar seu alvo. Às vezes, grupos de jovens adultos visam a intimidar um colega por causa de algum preconceito adolescente. Isso pode rapidamente levar a uma situação em que a vítima é insultada, torturada e espancada por seus colegas. O bullying físico, muitas vezes, se agrava com o tempo e pode levar a um final trágico e, portanto, deve ser interrompido rapidamente para evitar qualquer escalada.

#### Verbal
O bullying verbal ou violência verbal nas escolas é qualquer tipo de bullying feito através da fala. Chamar por apelidos, xingamentos, espalhar rumores, ameaçar alguém, lançar piadas ofensivas, e zombar de outros são formas de intimidação verbal. O bullying verbal é um dos tipos mais comuns de bullying. No bullying verbal, a arma principal do agressor é sua "palavra". Em muitos casos, o bullying verbal é competência das meninas. As meninas são mais sutis (e podem ser mais devastadoras), em geral, do que os meninos. As meninas usam o bullying verbal, bem como as técnicas de exclusão social, para dominar e controlar outros indivíduos e mostrar sua superioridade e poder. No entanto, também há muitos meninos com sutileza suficiente para usar técnicas verbais de dominação, e que são versados no uso de palavras quando querem evitar os problemas que podem ocorrer com o bullying físico de outra pessoa.

#### Relacional
O bullying relacional ou violência relacional nas escolas é qualquer tipo de bullying feito com a intenção de ferir a reputação ou posição social de alguém, que também pode se ligar às técnicas incluídas no bullying físico e verbal. O bullying relacional é uma forma de bullying comum entre os jovens, mas particularmente entre as meninas. Pode ser usado como uma ferramenta pelos agressores para melhorar sua posição social e controlar outros. Ao contrário do bullying físico, que é óbvio, o bullying relacional não é evidente e pode continuar por um longo tempo sem ser notado.

#### Cyberbullying
O cyberbullying ou assédio virtual é o uso da tecnologia para assediar, ameaçar, envergonhar ou atingir outra pessoa. Quando um adulto está envolvido, ele pode atender à definição de assédio ou perseguição virtual. É um crime que pode ter consequências legais. Inclui o envio de e-mails, mensagens instantâneas em redes sociais (como o Facebook), mensagens de texto e telefones celulares etc.

### Coletivo
O assédio moral refere-se ao bullying moral (violência moral nas escolas) de um indivíduo por um grupo de pessoas, em qualquer contexto, como família, escola, local de trabalho, bairro e/ou comunidade, ou online. Quando o assédio moral ocorre no local de trabalho, os alvos são, geralmente, aqueles percebidos como "diferentes" da norma organizacional. Geralmente, as vítimas são competentes, educadas, resilientes, sinceras, desafiam o status quo, são mais empáticas ou atraentes e tendem a ser mulheres, com idades entre 32 e 55 anos. Os alvos também podem ser racialmente diferentes ou fazer parte de um grupo minoritário.

## Características

### Agressor
Estudos mostram que a inveja e o ressentimento podem ser motivos para o bullying. Pesquisas sobre a autoestima de agressores produziram resultados ambíguos. Enquanto alguns agressores são arrogantes e narcisistas, eles também podem usar o bullying como uma ferramenta para esconder vergonha ou ansiedade ou para aumentar a própria autoestima: ao humilhar outros, o agressor se sente fortalecido. Os agressores podem intimidar por inveja ou porque eles próprios se sentem intimidados. O psicólogo norte-americano Roy Baumeister afirma que as pessoas propensas a comportamentos abusivos tendem a ter egos inflados, mas frágeis. Por pensarem muito em si mesmos, frequentemente ficam ofendidos pelas críticas e pela falta de deferência de outras pessoas, e reagem a esse desrespeito com violência e insultos.
Pesquisadores identificaram outros fatores de risco, como depressão e transtornos de personalidade, bem como a rápida reação de raiva e uso da força, o vício em comportamentos agressivos, interpretação das ações dos outros como sendo hostis, preocupação com a preservação da autoimagem e o envolvimento em ações obsessivas ou rígidas. Uma combinação desses fatores também pode ser causa desse comportamento. Em um estudo sobre juventude, a combinação de traços antissociais e depressão foi considerada o melhor preditor de violência juvenil, enquanto a predisposição à violência de videogames ou da mídia não foram preditivos desse comportamento.
O bullying também pode resultar de uma predisposição genética ou de uma anormalidade cerebral do agressor. Enquanto os pais podem ajudar uma criança a desenvolver controle e regulação emocional para restringir o comportamento agressivo, algumas crianças não conseguem desenvolver essas habilidades devido ao vínculo inseguro com suas famílias, disciplina ineficaz e fatores ambientais, como uma vida doméstica estressante e irmãos hostis Além disso, de acordo com alguns pesquisadores, os agressores podem estar inclinados para a negatividade, e terem um desempenho acadêmico fraco. O professor e especialista em relações educacionais norte-americano, Clayton R. Cook, afirma que "um agressor típico tem dificuldade em resolver problemas com os outros e também tem problemas acadêmicos. Normalmente, tem atitudes e crenças negativas sobre os outros, sentimento negativo em relação a si próprio, vem de um ambiente familiar caracterizado por conflitos com os pais, percebe a escola como negativa e é influenciado negativamente pelos pares".
Contrariamente, alguns pesquisadores sugeriram que alguns agressores são psicologicamente mais fortes e têm alto nível social entre seus pares, enquanto seus alvos são emocionalmente angustiados e socialmente marginalizados.
Pesquisas indicam que adultos que intimidam têm personalidades autoritárias, combinadas com uma forte necessidade de controlar ou dominar. Também foi sugerido que uma visão preconceituosa em relação aos subordinados pode ser um fator de risco particularmente forte.

### Espectadores típicos
Muitas vezes, o bullying ocorre na presença de um grande grupo de espectadores relativamente não envolvidos. Em muitos casos, é a capacidade do agressor de criar a ilusão de que ele ou ela tem o apoio da maioria presente que infunde o medo de protestar contra as atividades de bullying observadas pelo grupo. A menos que a "mentalidade de valentão" seja efetivamente desafiada em qualquer grupo em seus estágios iniciais, ela, geralmente, se torna uma norma aceita dentro do grupo.
A menos que uma ação seja tomada, uma "cultura de intimidação" é, frequentemente, perpetuada dentro de um grupo por meses, anos ou mais.
Além da comunicação de expectativas claras de que os espectadores deveriam intervir, há uma pesquisa crescente que sugere que as intervenções devem basear-se no fundamento de que o bullying é, moralmente, errado.
Entre os adultos, ser um espectador de assédio moral no trabalho estava ligado à depressão, particularmente em mulheres. E possível que os espectadores desenvolvam problemas de relacionamento interpessoal no decorrer da vida, mesmo que não tenham tido participações ativas nas agressões.

### Vítimas
Cook diz que "Uma vítima típica provavelmente é agressiva, carece de habilidades sociais, pensa em pensamentos negativos, experimenta dificuldades em resolver problemas sociais, vem de ambientes familiares, escolares e comunitários negativos e é notoriamente rejeitada e isolada pelos colegas". As vítimas, geralmente, têm características como serem física e mentalmente fracas, além de serem facilmente perturbadas emocionalmente. Eles também podem ter características físicas que os tornam alvos mais fáceis para os agressores, como excesso de peso ou algum tipo de deformidade física. Os meninos são mais propensos a serem vítimas de bullying físico, enquanto as meninas são mais propensas a sofrer bullying indireto.
Os resultados de uma meta-análise conduzida por Cook e publicada pela American Psychological Association em 2010 concluíram que o principal fatores de risco para crianças e adolescentes vítimas de bullying e também para os agressores é a falta de habilidades sociais para a resolução de problemas. Apesar das vítimas de bullying ser tornarem agressoras, isso não é causa determinante para se tornarem assassinos. O que torna isso é uma combinação de vários fatores familiares, sociais, ambientais e psicológicos que associados de uma forma diferente nesses indivíduos a gera explosão de ódio e violência. As vítimas que não sabem lidar com raiva e humilhação podem se tornar agressoras e reproduz esta violência devido aos desejos de vingança. Já outras vítimas podem praticar violência contra si mesmas em vez de atacar ou desenvolver doenças mentais e sociais.

## Contexto

### Bullyingcontra pessoas com deficiência
Foi observado que as pessoas com deficiência são mais afetadas por bullying e abusos, e tal atitude tem sido citada como um crime de ódio. O bullying não se limita àqueles que têm deficiências visíveis, como cadeirantes e pessoas com alterações físicas (ex.: fissura labial), atingindo também aquelas pessoas com dificuldades de aprendizagem, socialização e comunicação, como autistas, e pessoas com transtorno de coordenação do desenvolvimento.

### Escolas

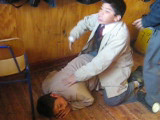
Alguns meninos flagrados intimidando um colega. Instituto Regional Federico Errázuriz, em Santa Cruz, no Chile.

O bullying comum em escolas é denominado Assédio Moral Infantojuvenil (AMI) ou Bulimento, um anglicismo utilizado para descrever atos de violência física ou psicológica intencionais e repetidos, praticados por um indivíduo ou grupo de indivíduos, causando dor e angústia e sendo executadas dentro de uma relação desigual de poder. O bullying é um problema mundial, sendo que a agressão física ou moral repetitiva deixa sequelas psicológicas na pessoa atingida.
Em 20 por cento dos casos, o praticante de bullying também é vítima. Nas escolas, a maioria dos atos de bullying ocorre fora da visão dos adultos e grande parte das vítimas não reage ou fala sobre a agressão sofrida. Os ataques de bullying podem ocorrer também no espaço virtual. Ao propiciar o anonimato do agressor, a Internet acaba, por vezes, incentivando uma maior desinibição de conduta e um desrespeito à ética, tornando-se cenário de insultos, campanhas vexatórias, vazamento de imagens constrangedoras e outras práticas planejadas por um ou mais indivíduos com a intenção de atingir negativamente o outro.
Em escolas, o assédio escolar geralmente ocorre em áreas com supervisão adulta mínima ou inexistente. Ele pode acontecer em praticamente qualquer parte, dentro ou fora do prédio da escola. Segundo pesquisas, os locais nos quais mais ocorrem no ambiente escolar são, nessa ordem: salas, recreios, entradas e saídas.
Alguns sinais são comuns como a recusa da criança de ir à escola ao alegar "sintomas" como dor de barriga ou apresentar irritação, nervosismo ou tristeza anormais.
Um caso extremo de assédio escolar no pátio da escola foi o de um aluno do oitavo ano chamado Curtis Taylor, numa escola secundária em Iowa, nos Estados Unidos, que foi vítima de assédio escolar contínuo por três anos, o que incluía alcunhas jocosas, ser espancado num vestiário, ter a camisa suja com leite achocolatado e os pertences vandalizados. Tudo isso acabou por o levar ao suicídio em 21 de Março de 1993. Alguns especialistas em bullies denominaram essa reação extrema de "bullycídio".
Os que sofrem bullying acabam desenvolvendo problemas psíquicos muitas vezes irreversíveis, que podem até levar a atitudes extremas como a que ocorreu com Jeremy Wade Delle. Jeremy se matou em 8 de janeiro de 1991, aos 15 anos de idade, numa escola na cidade de Dallas, no Texas, nos Estados Unidos, dentro da sala de aula e em frente de 30 colegas e da professora de inglês, como forma de protesto pelos atos de perseguição que sofria constantemente. Esta história inspirou a música Jeremy, interpretada por Eddie Vedder, vocalista da banda estadunidense Pearl Jam.
Na década de 1990, os Estados Unidos viveram uma epidemia de tiroteios em escolas (dos quais o mais notório foi o massacre de Columbine). Muitas das crianças por trás destes tiroteios afirmavam serem vítimas de bullies e que somente haviam recorrido à violência depois que a administração da escola havia falhado repetidamente em intervir. Em muitos destes casos, as vítimas dos atiradores processaram tanto as famílias dos atiradores quanto as escolas.
No Brasil, em 7 de abril de 2011, a tragédia ocorrida na Escola Municipal Tasso da Silveira, em Realengo, ganhou grande notoriedade ao demonstrar que um desdobramento trágico a partir do bullying não é uma exclusividade dos Estados Unidos. Na mente do assassino Wellington de Oliveira, a culpa pelas mortes foi dos bulidores, como fica muito bem demonstrado em suas palavras escritas na véspera: "Muitas vezes aconteceu comigo de ser agredido por um grupo e todos os que estavam por perto se divertiam com as humilhações que eu sofria, sem se importar com os meus sentimentos. Embora meus dedos sejam responsáveis por puxar o gatilho, essas pessoas são responsáveis por todas estas mortes, inclusive a minha".
Como resultado destas tendências, escolas em muitos países passaram a desencorajar fortemente a prática do assédio escolar, com programas projetados para promover a cooperação entre os estudantes, bem como o treinamento de alunos como moderadores para intervir na resolução de disputas, configurando uma forma de apoio por parte dos colegas.
O assédio escolar nas escolas pode também assumir, por exemplo, a forma de avaliações abaixo da média, não retorno das tarefas escolares, segregação de estudantes competentes por professores incompetentes ou não atuantes, com o objetivo de proteger a reputação de uma instituição de ensino. Isto é feito para que seus programas e códigos internos de conduta nunca sejam questionados, e que os pais (que geralmente pagam as taxas) sejam levados a acreditar que seus filhos são incapazes de lidar com o curso. Tipicamente, estas atitudes servem para criar a política não escrita de "se você é estúpido, não merece ter respostas; se você não é bom, nós não te queremos aqui". Frequentemente, tais instituições (geralmente em países asiáticos) operam um programa de franquia com instituições estrangeiras (quase sempre ocidentais), com uma cláusula de que os parceiros estrangeiros não opinam quanto à avaliação local ou códigos de conduta do pessoal no local contratante. Isto serve para criar uma classe de "tolos educados", pessoas com títulos acadêmicos que não aprenderam a adaptar-se a situações e a criar soluções fazendo as perguntas certas e resolvendo problemas.
Deve-se encorajar os alunos a participar ativamente da supervisão e intervenção nos atos de bullying, pois o enfrentamento da situação pelas testemunhas demonstra, aos autores do bullying, que eles não terão o apoio do grupo. Uma outra estratégia é a formação de grupos de apoio, que protegem os alvos e auxiliam na solução das situações de bullying. Alunos que buscam ajuda têm 75,9 por cento de probabilidade de reduzirem ou cessarem um caso de bullying. Um estudo realizado na Suécia demonstrou que os alunos ainda não estão totalmente sensibilizados para esta questão. Enquanto 69 por cento dos entrevistados apontou o bully como culpado, 42 por cento apontou também culpa para a vítima, devido à sua "diferença", com uma maioria de rapazes nesta resposta.
Os professores devem lidar e resolver efetivamente os casos de bullying, enquanto as escolas devem aperfeiçoar suas técnicas de intervenção e buscar a cooperação de outras instituições, como os centros de saúde, conselhos tutelares e redes de apoio social.
Bullying professor–aluno
O assédio escolar pode ser praticado de um professor para um aluno. As técnicas mais comuns são:
- intimidar o aluno em voz alta rebaixando-o perante a classe e ofendendo sua autoestima. Uma forma mais cruel e severa é manipular a classe contra um único aluno, o expondo à humilhação;
- assumir um critério mais rigoroso na correção de provas com o aluno e não com os demais. Alguns professores podem perseguir alunos com notas baixas;
- ameaçar o aluno de reprovação;
- negar, ao aluno, o direito de ir ao banheiro ou beber água, expondo-o a tortura psicológica;
- difamar o aluno no conselho de professores, aos coordenadores e acusá-lo de atos que não cometeu;
- tortura física, mais comum em crianças pequenas; puxões de orelha, tapas e cascudos.

Tais atos violam o Estatuto da Criança e do Adolescente e podem ser denunciados em um boletim de ocorrência numa delegacia ou no Ministério Público. A revisão de provas pode ser requerida ao pedagogo ou coordenador e, em caso de recusa, por medida judicial.

### Homossexuais
Assédio moral contra homossexuais e ataques contra homossexuais designam abusos verbais ou físicos diretos ou indiretos de uma pessoa ou grupo contra alguém que é guei ou lésbica, ou percebido como tal devido a rumores ou porque são considerados se encaixarem em estereótipos gays. Os jovens gays e lésbicas são mais propensos do que os jovens heterossexuais a denunciar o bullying.

### Militar

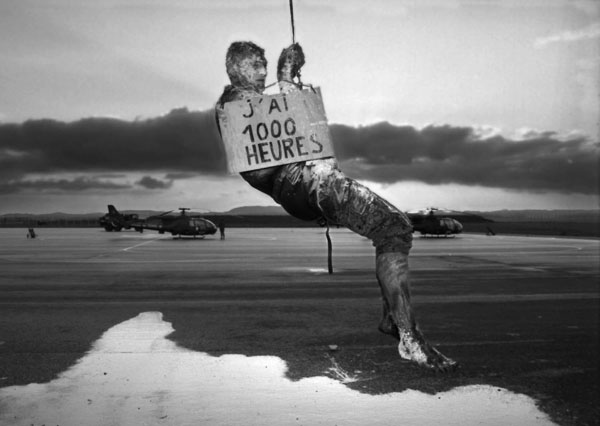
Um trote praticado nas Forças Armadas Aéreas da França em que um cadete é suspenso por um helicóptero sobre o mar em Compiègne, em 1997.

Em 2000, o Ministério da Defesa (MOD) do Reino Unido definiu o assédio como: "... o uso de força física ou abuso de autoridade para intimidar ou vitimizar outros, ou para infligir castigos ilícitos". Todavia, é afirmado que o assédio militar ainda está protegido contra investigações abertas. O caso das Deepcut Barracks, no Reino Unido, é um exemplo de recusa do governo de conduzir um inquérito público completo quanto a uma possível prática de assédio escolar militar.
Alguns argumentam que tal comportamento deveria ser permitido por causa de um consenso acadêmico generalizado de que os soldados são diferentes dos outros postos. Dos soldados, se espera que estejam preparados para arriscarem suas vidas, e alguns acreditam que o seu treinamento deveria desenvolver o espírito de corpo para aceitar isto.
Em alguns países, rituais humilhantes entre os recrutas têm sido tolerados e mesmo exaltados como um "rito de passagem" que constrói o caráter e a resistência; enquanto em outros, o assédio sistemático dos postos inferiores, jovens ou recrutas mais fracos pode, na verdade, ser encorajado pela política militar, seja tacitamente ou abertamente (veja dedovschina). Também, as forças armadas russas geralmente fazem com que candidatos mais velhos ou mais experientes abusem — com socos e pontapés — dos soldados mais fracos e menos experientes.

### Pais contra filhos
Pais que podem deslocar sua raiva, insegurança, ou uma necessidade persistente de dominar e abusar de seus filhos de maneira excessiva, provaram aumentar a probabilidade de que seus filhos tornam-se excessivamente agressivos ou controladores de seus pares.
A American Psychological Association aconselha, em seu website, que pais que suspeitam que seus próprios filhos podem estar envolvidos em atividades de bullying entre seus pares devem considerar cuidadosamente os exemplos que eles mesmos podem estar transferindo aos seus próprios filhos em relação a como eles normalmente interagem com seus colegas, amigos e filhos.

### Bullyingsexual
O bullying sexual é "Qualquer comportamento de bullying, seja físico ou não físico, baseado na sexualidade ou no gênero de uma pessoa. É quando a sexualidade ou o gênero é usado como arma por meninos ou meninas contra outros meninos ou meninas - embora seja mais comumente dirigido às meninas. Pode ser realizado na presença  da vítima, por boatos ou através do uso de tecnologia (redes sociais, e-mails etc.)".  O bullying sexual também pode ocasionar assédio sexual, agressão sexual, ou mesmo estupro.

### Local de trabalho
O assédio moral no local de trabalho ocorre quando um funcionário experimenta um padrão persistente de maus tratos de outras pessoas no local de trabalho o que lhe causa danos. O assédio moral no local de trabalho pode incluir táticas como abuso verbal e não-verbal, abuso psicológico, abuso físico e humilhação. Esse tipo de agressão no local de trabalho é particularmente difícil porque, ao contrário das formas típicas de bullying escolar, os agressores do local de trabalho geralmente operam dentro das regras e políticas estabelecidas da sua organização e sociedade. O bullying no local de trabalho é na maioria dos casos relatados como tendo sido perpetrados por alguém em autoridade sobre o alvo. No entanto, os agressores também podem ser colegas e, ocasionalmente, podem ser subordinados.
Academia
O bullying na academia é o assédio moral a funcionários e pesquisadores no trabalho acadêmico, especialmente locais de ensino superior, como faculdades e universidades. Acredita-se ser comum, embora não tenha recebido tanta atenção de pesquisadores quanto o bullying em outros contextos.

## Legislação

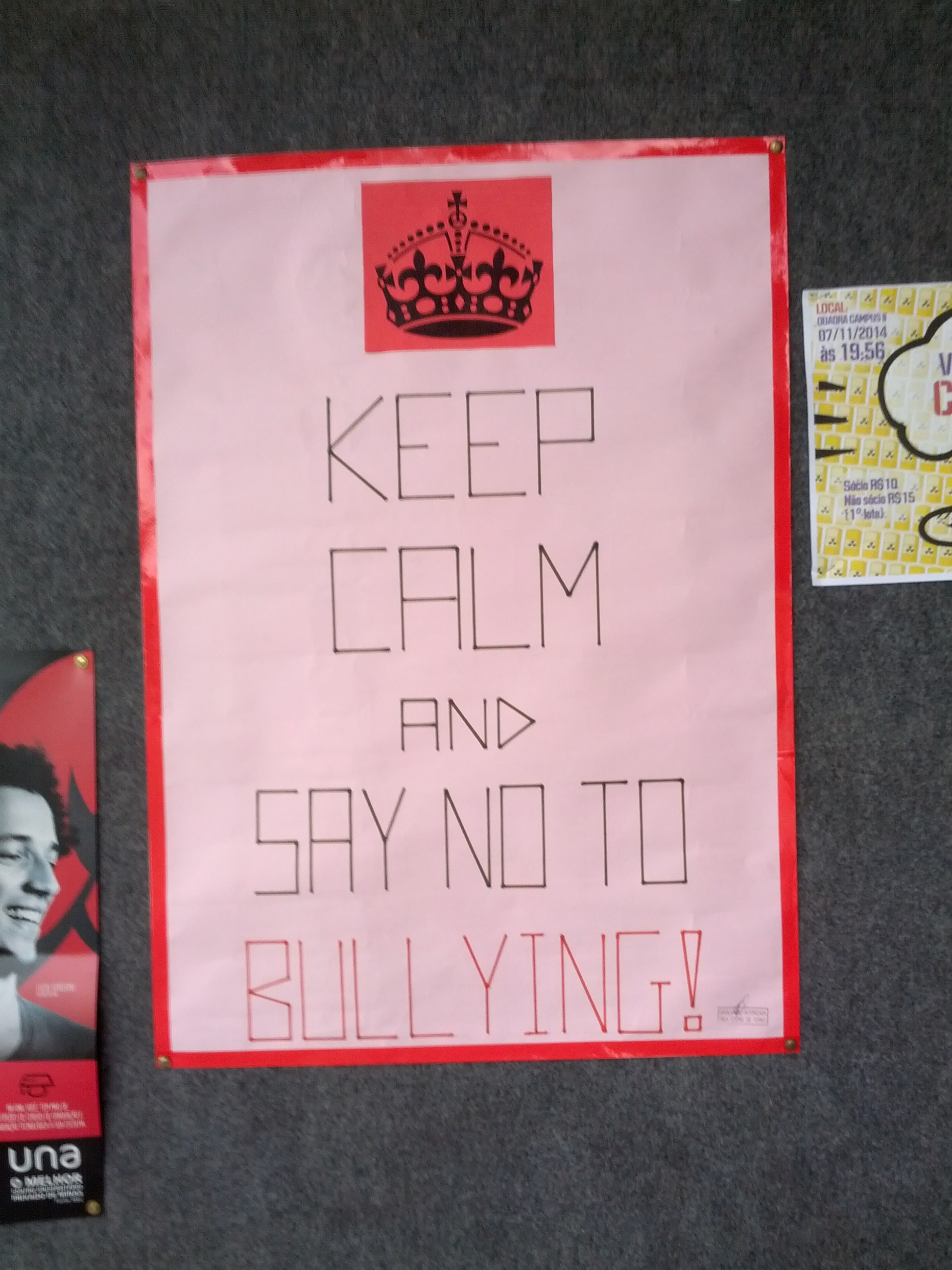
Cartaz em uma campanha contra o bullying no câmpus I do Centro Federal de Educação Tecnológica de Minas Gerais.

### Brasil
No Brasil, o ato pode levar os jovens infratores à aplicação de medidas socioeducativas. De acordo com o código penal brasileiro, a negligência com um crime pode ser tida como uma coautoria. Na área cível, os pais dos bullies podem, pois, ser obrigados a pagar indenizações, e pode haver processos por danos morais. Um das referências sobre o assunto, no Brasil, é um artigo escrito pelo ministro Marco Aurélio Mello, intitulado "Bullying — aspectos jurídicos".
A legislação jurídica do estado brasileiro de São Paulo define "assédio escolar" como "atitudes de violência física ou psicológica que ocorrem sem motivação evidente, praticadas contra pessoas com o objetivo de intimidá-las ou agredi-las, causando dor e angústia".
Os atos de assédio escolar configuram atos ilícitos, não porque não estão autorizados pelo ordenamento jurídico brasileiro, mas por desrespeitarem princípios constitucionais (exemplo: dignidade da pessoa humana) e o Código Civil Brasileiro, que determina que todo ato ilícito que cause dano a outrem gera o dever de indenizar. A responsabilidade pela prática de atos de assédio escolar pode se enquadrar também no Código de Defesa do Consumidor, tendo em vista que as escolas prestam serviço aos consumidores e são responsáveis por atos de assédio escolar que ocorram nesse contexto.
No estado brasileiro do Rio de Janeiro, uma lei estadual sancionada em 23 de setembro de 2010 institui a obrigatoriedade de escolas públicas e particulares notificarem casos de bullying à polícia. Em caso de descumprimento, a multa pode ser de três a 20 salários-mínimos (até 10 200 reais) para as instituições de ensino.
Em 2015, a presidenta Dilma Roussef sancionou a Lei nº 13.185, que institui o "Programa de Combate à Intimidação Sistemática" (Bullying). Em 15 maio de 2018, Michel Temer sancionou uma alteração na Lei de Diretrizes e Bases da Educação Nacional (LDB) para que as escolas e instituições de ensino sejam responsáveis por promover medidas de conscientização, de prevenção e de combate a todos os tipos de violência, especialmente o bullying.
Em fevereiro de 2016, o então diretor da Faculdade de Ciências Médicas da Santa Casa de São Paulo, o professor Dr. Valdir Golin, instituiu o Núcleo de Direitos Humanos e Combate à Intimidação Sistemática (NDH) na faculdade para "promover o exercício dos direitos humanos, a prevenção e o combate à discriminação, à intimidação sistemática (bullying) e a outras formas de violência, tais como assédio moral e sexual".
Na cidade brasileira de Curitiba, todas as escolas têm de registrar os casos de bullying em um livro de ocorrências, detalhando a agressão, o nome dos envolvidos e as providências adotadas.
Em janeiro de 2024 foi sancionada pelo presidente Lula a lei que criminaliza o bullying e o cyberbullying no Brasil.

### Condenações legais
Dado que a cobertura da mídia tem exposto o quão disseminada é a prática do assédio escolar, os júris estão agora mais inclinados do que nunca a se simpatizarem com as vítimas. Em anos recentes, muitas vítimas têm movido ações judiciais diretamente contra os agressores por "imposição intencional de sofrimento emocional" e incluindo suas escolas como acusadas, sob o princípio da responsabilidade conjunta. Vítimas norte-americanas e suas famílias têm outros recursos legais, tais como processar uma escola ou professor por falta de supervisão adequada, violação dos direitos civis, discriminação racial ou de gênero ou assédio moral.
No Brasil, uma pesquisa do Instituto Brasileiro de Geografia e Estatística realizada em 2009 revelou que quase um terço (30,8 por cento) dos estudantes brasileiros informou já ter sofrido bullying, sendo maioria das vítimas do sexo masculino. A maior proporção de ocorrências foi registrada em escolas privadas (35,9 por cento), ao passo que, nas públicas, os casos atingiram 29,5 por cento dos estudantes. Outra pesquisa no país realizada em 2010 com 5 168 alunos de 25 escolas públicas e particulares revelou que as humilhações típicas do bullying são comuns em alunos da 5ª e 6ª séries. Entre todos os entrevistados, pelo menos 17 por cento estão envolvidos com o problema - seja intimidando alguém, sendo intimidados ou os dois. A forma mais comum é a cibernética, a partir do envio de e-mails ofensivos e difamatórios em sites de relacionamento como o Orkut.
Em 2009, uma pesquisa do Instituto Brasileiro de Geografia e Estatística apontou as cidades de Brasília e Belo Horizonte como as capitais brasileiras com maiores índices de assédio escolar, com 35,6 e 35,3 por cento, respectivamente, de alunos que declararam esse tipo de violência nos últimos 30 dias.

## Respondendo aobullying
Ignorar o bullying, muitas vezes, não faz nada para impedir que ele continue, e ele pode se tornar pior com o tempo. É importante abordar o bullying desde o início que acontece, pois pode ser mais fácil controlá-lo. Os espectadores desempenham um papel importante na resposta ao bullying, já que não fazer nada pode incentivá-lo a continuar, enquanto pequenos passos que se opõem ao comportamento podem reduzi-lo.
Figuras de autoridade podem desempenhar um papel importante, como pais em situações de crianças ou adolescentes, ou supervisores, pessoal de recursos humanos ou veteranos no ambiente de trabalho e trabalho voluntário. Os valores de autoridade podem influenciar o reconhecimento e a interrupção do comportamento de intimidação e a criação de um ambiente em que ele não continue.
Em muitas situações, no entanto, as pessoas que atuam como figuras de autoridade são destreinadas e desqualificadas, não sabendo como reagir, o que pode piorar a situação.
Em alguns casos, a figura de autoridade apoia as pessoas que praticam o bullying, facilitando sua continuidade e aumentando o isolamento e a marginalização do alvo.
Algumas das formas mais eficazes de responder são reconhecer que está ocorrendo um comportamento prejudicial e criar um ambiente onde ele não continuará.
Em relação ao bullying escolar, a Associação Brasileira Multiprofissional de Proteção à Infância e Adolescência (Abrapia) sugere:
- Conversar com os alunos e escutar atentamente reclamações ou sugestões;
- Estimular os estudantes a informarem casos;
- Reconhecer e valorizar as atitudes dos alunos no combate ao problema;
- Criar, com os estudantes, regras de disciplina para a classe em coerência com o regimento escolar;
- Estimular lideranças positivas entre os alunos, prevenindo futuros casos;
- Interferir diretamente nos grupos o quanto antes, para quebrar a dinâmica do bullying.

O psicólogo sueco Anatol Pikas, desenvolveu o Método de Preocupação Compartilhada. A sua abordagem tenta investigar as causas do bullying e chegar a uma solução duradoura por meio de reuniões individuais e coletivas com os envolvidos.

## Casos
Austrália

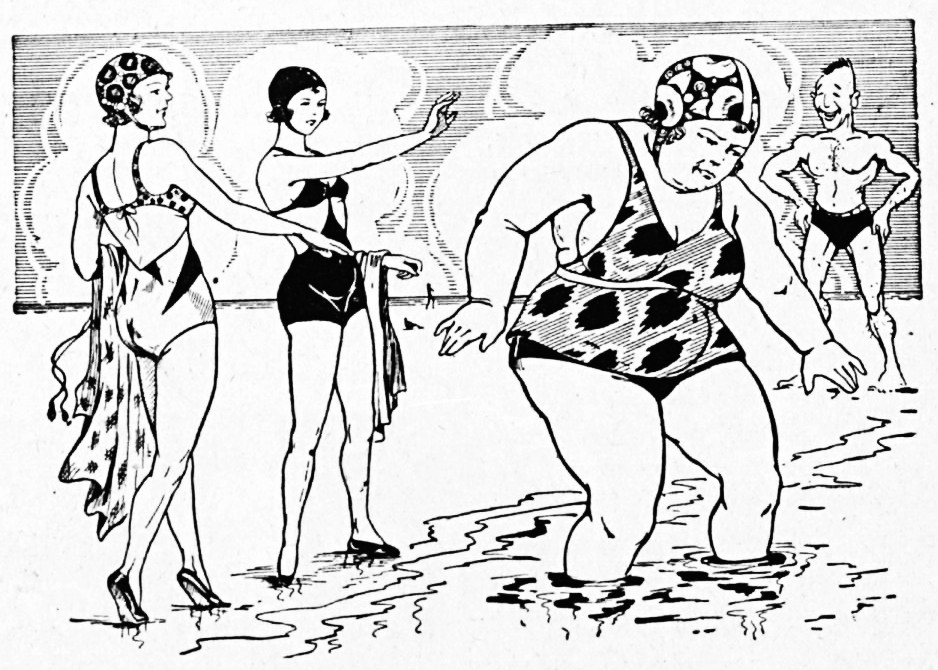
Propaganda brasileira de 1942 mostra uma mulher sofrendo assédio por ser gorda.

- Ammy "Dolly" Everett se suicidou em janeiro de 2018 após ser vítima de bullying, na Austrália.[113] Ela ficou famosa durante uma campanha de Natal da empresa Akura, famosa por produzir chapéus típicos. O pai, Tick Everett, contou que Amy tirou a vida "para escapar da maldade deste mundo".[114] Ele não deu detalhes sobre as agressões que a filha sofria, mas fez um texto no Facebook em que convida os responsáveis a irem ao funeral da garota para presenciar a "devastação provocada".[115][116]
- Um vídeo do garoto Quaden Bayles se queixando de bullying, postado por sua mãe Yarraka Bayle em fevereiro de 2020, gerou muita repercussão na internet.[117][118] Em pouco tempo, ele recebeu apoio de celebridades como Hugh Jackman, Eric Trump e o comediante Brad Williams.[119]

Brasil
- Na Grande São Paulo, uma menina apanhou até desmaiar por colegas que a perseguiam[120] e, em Porto Alegre, um jovem foi morto com arma de fogo durante um longo processo de assédio escolar.[121]
- Em maio de 2010, a Justiça obrigou os pais de um aluno do Colégio Santa Doroteia, no bairro Sion de Belo Horizonte, a pagar uma indenização de 8 mil reais a uma garota de 15 anos por conta de assédio escolar.[122] A estudante foi classificada como "G.E." (sigla para integrantes de "grupo de excluídos") por ser supostamente feia: as insinuações se tornaram frequentes com o passar do tempo e, entre elas, ficaram as alcunhas de "tábua", "prostituta", "sem peito" e "sem bunda".[123][124] Os pais da menina alegaram que procuraram a escola, mas não conseguiram resolver a questão.[125][126] O juiz relatou que as atitudes do adolescente acusado pareciam não ter "limite" e que ele "prosseguiu em suas atitudes inconvenientes de 'intimidar'", o que deixou a vítima, segundo a psicóloga que depôs no caso, "triste, estressada e emocionalmente debilitada".[127] O colégio de classe média alta não foi responsabilizado.[127]
- Na Universidade de São Paulo, o jornal estudantil "O Parasita" ofereceu um convite a uma "festa brega" aos estudantes do curso que, em troca, jogassem fezes em um guei.[128][129] Um dos alunos a quem o jornal faz referência chegou a divulgar, em outra ocasião, que estudantes de farmácia chegaram a atirar uma lata de cerveja cheia em um casal de homossexuais, que também era do curso, durante o tradicional happy hour de quinta-feira na Escola de Comunicações e Artes da Universidade de São Paulo. Ele disse que não pretende tomar nenhuma providência judicial contra os colegas, embora tenha ficado revoltado com a publicação da cartilha.[129]
- Também em junho de 2010, um aluno de nona série do Colégio Neusa Rocha, no Bairro São Luiz, na região da Pampulha de Belo Horizonte, foi espancado na saída de seu colégio, com a ajuda de mais seis estudantes armados com soco inglês.[130] A vítima ficou sabendo que o grupo iria atacar outro colega por ele ser "folgado e atrevido", sendo inclusive convidada a participar da agressão.[130]
- Durante o ano de 2010, Bárbara Evans, filha de Monique Evans e estudante da Universidade Anhembi Morumbi (onde cursava o primeiro ano de nutrição), em São Paulo, entrou na Justiça com um processo de assédio escolar realizado por seus colegas.[131] No dia 12 de junho de 2010, um sábado à noite, o muro externo do estacionamento do câmpus Centro da referida universidade foi pichado com ofensas a ela e a sua mãe.[132]
- Em recente caso julgado no Rio Grande do Sul (Processo nº 70031750094 da 6ª Câmara Cível do TJRS), a mãe do bullie foi condenada civilmente a pagar indenização no valor de 5 mil reais à vítima. Foi um legítimo caso de cyberbullying, já que o dano foi causado por meio da Internet, em fotolog (flog) hospedado pelo Portal Terra. No caso, o portal não foi responsabilizado, pois retirou as informações do ar em uma semana. Não ficou claro, entretanto, se foi uma semana após ser avisado informalmente ou após ser judicialmente notificado.[133]
- Alguns casos de assédio escolar entre crianças têm anuência dos próprios pais, como um envolvendo um garoto de 9 anos de Petrópolis. A mãe resolveu tirar satisfação com a criança que constantemente agredia seu filho na escola e na rua, mas o pai do outro garoto, em resposta, procurou a mãe do outro garoto chamado de "boiola" e "magrelo". Ela foi empurrada em uma galeria, atingida no rosto, jogada no chão e ainda teve uma costela fraturada. O caso, registrado em um vídeo, foi veiculado na internet e ganhou os principais jornais e telejornais brasileiros.[134][135]
- Em 2011, a 13ª Câmara Cível do Tribunal de Justiça do Rio de Janeiro condenou uma escola privada a pagar indenização a uma vítima de bullying.[136]
- Em 2011, o Massacre de Realengo, no qual 12 crianças morreram alvejadas por tiros, foi atribuído, por ex-estudantes da escola e ex-colegas do atirador, a uma vingança por bullying.[137] O atirador, que se suicidou durante a tragédia, também citou o bullying como a motivação para o crime nos vídeos recuperados pela polícia durante as investigações.[138][139]
- Um garoto de Campo Grande do oitavo ano de ensino fundamental foi obrigado por outro garoto a passar por diversas situações vexatórias, como fazer atividades escolares e pagar lanches para ele na escola, para ser poupado de agressões físicas.[140][141] O caso avançou para a extorsão de dinheiro, causando, à vítima, a subtração de cerca de 500 reais em um ano.[140] O caso foi parar na 27º Promotoria da Infância e Juventude do município, que apurou, por meio de ligações telefônicas, que realmente ocorria a extorsão. Um flagrante foi feito pela polícia quando o garoto daria mais 50 reais ao agressor.[140] Penalizado, o garoto foi submetido a ações previstas no programa contra violência e evasão escolar, o Procese, em desenvolvimento no município há dois anos. O valor subtraído foi pago pela mãe do agressor aos pais do garoto agredido.[140] O bullie de 13 anos foi obrigado pela promotoria a lavar os pratos utilizados durante a merenda e a lavar o pátio escolar durante 3 meses, além de ter de frequentar um curso sobre bullying.[140]
- Também em fevereiro de 2012, pais de duas adolescentes de Ponta Grossa, no Paraná, foram condenados pela Justiça após uma denúncia de cyberbullying, cometida pelas filhas, a pagar 15 mil reais de indenização por danos morais para a família da vítima.[142] Duas colegas de sala da vítima teriam conseguido a senha de uma página de relacionamentos na internet e violaram a conta da adolescente, postando mensagens pornográficas e alterando a fotografia do perfil.[142] Após postar as mensagens, as autoras ainda cancelaram a senha da vítima, o que impediu que ela soubesse o que estava acontecendo.[143]
- Em 2013, Alexandre Esteves dos Santos, aluno da Escola Estadual Efigênia de Jesus Werneck, em Santa Luzia, atirou em dois colegas.[144][145] Em depoimento à polícia, afirmou ser vítima de bullying.[146][147][148]
- Na manhã da sexta-feira do dia 20 de outubro de 2017, no Colégio Goyases, em Goiânia, um aluno vítima de bullying abriu fogo contra os colegas, matando dois e ferindo quatro.[149][150][151] Ele cursava o oitavo ano e era filho de policiais militares,[152][153][154] e foi contido pelos colegas e pela coordenadora quando parou para recarregar a arma.[149][155] O Governo de Goiás decretou luto oficial por três dias.[156] Os pais dos alunos fizeram vigília durante a noite em frente ao colégio onde houve o atentado.[157] O Ministério Público do Estado de Goiás recomendou, na tarde do sábado, 21 de outubro, a internação provisória por 45 dias do autor dos disparos e, horas depois, a juíza plantonista Mônica Cézar Moreno Senhorello acatou o pedido.[158]
- Em Várzea Paulista, na noite do dia 18 de dezembro de 2017, um menino de 12 anos foi assassinado a pauladas por uma criança de 9.[159][160] Segundo o delegado Marcel Fehr, a vítima provocava constantemente o menino, que é estrábico, chamando-o de "galo cego" e "caolho".[161][162] A vítima ainda chegou a ser socorrida ao Hospital Universitário de Jundiaí, mas não resistiu aos ferimentos.[163][164]
- Em Florianópolis, em outubro de 2022, uma escola de cunho religioso foi condenada a pagar R$ 15 mil a uma aluna que sofreu bullying por escutar rock.[165][166]
- Em dezembro de 2023, Jéssica Canedo, estudante mineira de 22 anos, cometeu suicídio após ser alvo de ataques nas redes sociais em razão de uma fake news divulgada pela página Choquei, que a associava a um relacionamento com o humorista Whindersson Nunes.[167]
- No dia 16 de abril de 2024, Carlos Teixeira, de 13 anos, morreu após ser agredido por colegas na escola onde estudava, em Praia Grande, no litoral de São Paulo. O adolescente foi levado pela família ao Pronto-Socorro local, mas acabou liberado. Após o agravamento de seu estado de saúde na semana seguinte, foi hospitalizado no município de Santos, onde sofreu três paradas cardiorrespiratórias e veio a óbito por broncopneumonia bilateral, resultante das agressões.[168]

Estados Unidos
- Em 27 de fevereiro de 2008, um jovem que dizia estar sofrendo bullying abriu fogo em uma escola de Ohio, no que ficou conhecido como o Atentado de Chardon High School.[169] Pelo menos três estudantes morreram.[170][171]
- Em 2013, Hannah Smith se suicidou após ser vítima de cyberbullying.[172][173][174]

### Portugal
- Em 9 de fevereiro de 2010, Luís Carmo, professor de Música de 51 anos, parou o carro na Ponte 25 de Abril e suicidou-se ao atirar-se ao rio. O professor era alvo de vários abusos por parte dos alunos, e a escola foi acusada de não ter tomado medidas para punir os responsáveis, apesar de diversas queixas.[175]

## Bulicídio
Bulicídio é uma palavra-valise atribuída à morte de uma pessoa devido ao bullying ou cyberbullying, seja ela um suicídio ou assassínio.
O termo foi primeiramente utilizado em 2001 por Neil Marr e Tim Field, no livro Bullycide: Death at Playtime.
- Amanda Todd
- Eric Harris e Dylan Klebold
- Megan Meier
- Phoebe Prince
- Seung-Hui Cho
- Tyler Clementi
- Rehtaeh Parsons
- Ryan Patrick Halligan
- Wellington Menezes de Oliveira
- Ammy 'Dolly' Everett[181][182][183][184]
- Hannah Smith[185]
- Bethany Thompson[186][187][188][189]